# Gillis Bildt

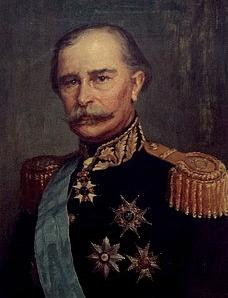
Gillis Bildt.

Didrik Anders Gillis Bildt (16 de octubre de 1820 - 22 de octubre de 1894) fue un parlamentario sueco, oficial militar, barón y primer ministro entre 1888 y 1889.

## Familia
Gillis Bildt nació en Gotemburgo en 1820, hijo del coronel Daniel Fredrik Bildt y Christina Elisabeth Fröding; su padre murió cuando tenía 7 años de edad, haciéndolo su madre en 1858.
Se casó en 1848 con Lucile Rosalie Duvfa, teniendo tres hijos: Adele Elisabeth Bildt (1849-1914), Carl Nils Daniel Bildt (1850-1931) y Knut Gillis Bildt (1854-1927).
Su bisnieto Carl Bildt (nacido en 1949) también fue primer ministro sueco en 1991, y más tarde Alto Representante para Bosnia Herzegovina (1995).

## Carrera

### Oficial militar
Bildt hizo la carrera militar como oficial de artillería, llegando al grado de Teniente General.
Se graduó en la Academia Militar Karlberg en 1837, uniéndose al regimiento de artillería de Göta. Completó su educación en 1842 en Merieberg, donde llamó la atención del príncipe heredero Óscar (futuro Óscar I) por su diligencia y competencia. Tras graduarse trabajó durante varios años dando clases particulares de Matemáticas, continuando también como oficial militar y entrando en el Riksdag en 1847.
Cuando todavía era teniente fue designado ayudante de campo del rey Óscar I. Promocionó a mayor (1854), teniente coronel (1856), coronel (1858). En 1859 se convirtió como comandante y fue elegido por el rey Carlos XV para ser su primer ayudante de campo. Finalmente, en 1875, fue ascendido a teniente general.

### Gobernador
Entre los primeros cargos de índole política de Bildt hay que citar el de gobernador de Götaland (1858-1862) y Estocolmo (1862-1874). Y en 1864 fue nombrado Friherre (barón).
Un asunto de importancia para Bildt fue la defensa en favor de los ferrocarriles, en particular de las rutas de valor comercial o militar para Estocolmo. Ganó apoyo en toda la ciudad (en el Riksdag, en el Consejo de la Ciudad y ciudadanos, entre otros). Fue también accionista y miembro de la directiva en la compañía que buscaba un ferrocarril operacional entre Estocolmo y las minas de Vestmaland. La agricultura fue otro de sus temas de interés y en 1850 lo llamó "el interés más poderoso de la nación", afirmación que fue matizando con el tiempo.

### Parlamentario
Bildt fue miembro del Riksdag desde 1847 hasta 1874 y de nuevo de 1887 a 1894. Desde el año 1867, cuando el Riksdag es convirtió en bicameral, Bildt se sentó en la Första kammaren (Cámara alta).
Como representante de la "Cámara de los nobles" se alineó con el Junkerpartiet, que era un partido formado por nobles conservadores librecambistas. En su escaño denunció temas sociales, como el desarrollo de servicios sanitarios; otra denuncia versó sobre la insuficiente educación de las mujeres, llegando a afirmar que "es un hecho comprobado que el desarrollo de nuestra nación depende de la educación de las mujeres".
Entre 1848 a 1860 fue informante para el Statsutskottet. Fue un gran partidario del proyecto de ley de reforma electoral de Louis De Geer y la introducción del sufragio universal en 1863. Era un orador habilidoso que reconocía la legitimidad de los argumentos contrarios a la misma, frefiriendo un consenso al enfrentamiento. Finalmente, con dos de los cuatro estamentos en un lado y el gran respaldo público, emprendió con energía contra la inevitable oposición de la "Cámara de la nobleza" contra su propia disolución. Conseguido el apoyo popular hacia la reforma, el gobernador Bildt contaba con tropas para mantener el orden en la capital, en el caso de que el proyecto fuese rechazado. Pero el nerviosismo se tornó en regocijo cuando el proyecto fue aprobado, recibiendo el asentimiento real el 22 de enero de 1865 por el rey Carlos XV. Con ello la asamblea legislativa unicameral, que representaba a los cuatro estamentos, fue sustituida por una cámara bicameral (compuesta por una cámara alta conformada por miembros designados, y una cámara baja elegida popularmente y con mayor número de escaños que la cámara alta). Un comité fue creado para definir los procedimientos para el nuevo Riksdag, siendo elegido Bildt para el mismo con más votos que cualquier otro candidato.
Bildt fue igualmente activo en el nuevo Riksdag; así, en el comité de Defensa hizo campaña en favor de mantener la necesaria preparación de las unidades armadas. También continuó su trabajo en temas de justicia social, hablando en favor de extender la ciudadanía a los no pertenecientes a la Iglesia de Suecia y dando a las mujeres casadas capacidad legal sobre sus propios asuntos.
Tras un paréntesis como embajador en Berlín, fue nuevamente designado para la cámara alta por los representantes conservadores del Consejo de la Ciudad de Estocolmo, en contra de los deseos del rey Óscar II, ya que el monarca no deseaba que un amigo cercano de la familia real estuviese envuelto en política partidista y opuesto al libre cambio defendido por el gobierno titular, ya que él mismo era un proteccionista moderado. Bildt prometió al rey no representar a un partido político, permaneciendo como un conservador independiente. Sin embargo participó en reuniones del grupo proteccionista de la cámara.

### Embajador
Como embajador sueco en Alemania durante el período 1874 a 1886, Bildt reforzó los lazos entre Suecia y el Imperio Alemán, negociando acuerdo bilaterales en materias como correos, telégrafos, extradición y pesca. Durante este tiempo fue testigo de la introducción del sistema agrario proteccionista por parte de Otto Von Bismarck.
Durante este período fue creado el Partido Conservador y Proteccionista, ganando terreno durante la bajada de precios de los cultivos suecos en 1885-1886, en especial de la cebada. Demandas de tarifas proteccionistas para beneficiar a los agricultores fueron rechazadas por el librecambista primer ministro Robert Themptander, pero los acontecimientos tomaron un giro inesperado: 22 miembros partidarios del libre cambio elegidos democráticamente fueron inhabilitados para ejercer sobre la base de un tecnicismo (el impago por parte de uno de dichos miembros de 11.58 coronas en impuestos), por lo que fueron designados otros 22 miembros, todos ellos proteccionistas, volcando la balanza de poder, provocando la dimisión de Themptander.

### Primer ministro
Gillis Bildt fue nombrado primer ministro por el rey Oscar II el 6 de febrero de 1888. Con su experiencia de primera mano en el nuevo sistema proteccionista alemán y con sus propias simpatías proteccionistas fue considerado un sucesor ideal: con los proteccionistas teniendo el control de la cámara baja y con mayoría de votos en la cámara alta, la línea política estaba clara. Por ello, en interés de la conciliación el monarca encargó a Bildt el cambio gradual de las políticas económicamente liberales de De Geer hacia un sistema más proteccionista que se estaba convirtiendo en enormemente popular a lo largo de Europa.
El gabinete de Bildt fue una mezcla entre miembros de los bandos librecambista y proteccionista, aunque subsiguientes cambios en el gabinete inclinaron la balanza hacia el proteccionismo: mientras nuevos impuestos implicaban que los ciudadanos pagaban más por bienes y herramientas, las finazas públicas suecas mejoraron, al igual que en el resto de Europa. Ese dinero fue utilizado en Suecia para reducir el déficit presupuestario, construir ferrocarriles y mejorar las defensar del país.
Los logros conseguidos por Bildt durante su carrera a primer ministro destacaron más que los logrados en ese puesto. Después de sus años en el extranjero, el envejecido Bildt fue considerado desfasado con el momento político.
Dimitió tras 20 meses en el cargo, el 12 de octubre de 1889. La razones de su dimisión serán:
- Su sistema proteccionista fue establecido
- Se encontró con que era muy difícil conseguir su objetivo, presentado en su discurso de presentación ante el parlamento, de "una sociedad en paz consigo misma".

Murió el 22 de octubre de 1894 en el Palacio Real de Estocolmo, a los 74 años.
El título de "Barón de Bildt" fue heredado por el mayor de sus hijos varones, Carl Nils Daniel Bildt.